# ノー・ネーム (モンテネグロのバンド)
ノー・ネーム（モンテネグロ語:Но нејм / No nejm、英語:No Name）は、モンテネグロのポップ・グループ。ユーロビジョン・ソング・コンテストへの参加と、参加をめぐるトラブルで知られている。

## 来歴
ノー・ネームのデビューは2005年、「Zauvijek moja」（いつまでも僕のもの、Milan Perić / Slaven Knezović）で、この曲でエウロピエスマ（エヴロペスマ）に参加して優勝し、ユーロビジョン・ソング・コンテスト2005にセルビア・モンテネグロ代表として出場することが決まった。コンテストでは137ポイントを集めて7位となり、翌年の2006年大会では準決勝を経ずに決勝進出が約束されるはずであった。
2005年、無名であったノー・ネームは、モンテネグロ民族意識を強く押し出した楽曲でデビューし、ユーロビジョンの国内選考であるエウロピエスマで優勝を果たした。この際、モンテネグロ国営放送の審査員はそろってノー・ネームに最高得点を与える一方、セルビア側からの上位参加者には得点を与えなかった。このことによって、セルビアとモンテネグロの間でのユーロビジョン・ソング・コンテストをめぐる確執を生んだ。
2006年3月、翌年のエウロピエスマのモンテネグロ予選であるモンテヴィジヤで2位通過したノー・ネームは再びエウロピエスマに参加し、「Moja ljubavi」を歌った。モンテネグロ国営放送の審査員は、セルビア側の予選で上位通過したフラミンゴシやアナ・ニコリッチにはまったく得点を与えない一方、再びノー・ネームに最高得点をつけた。ノー・ネームの「作られた」勝利は、この年に独立を決定すると見られていたモンテネグロの政治的キャンペーンであると見られた。セルビア国営放送は2006年のノー・ネームの勝利を認めず、彼らはアテネで開かれたユーロビジョン・ソング・コンテスト2006に参加することはできなかった。2006年のユーロビジョン・ソング・コンテストの準決勝免除の権利は、前年で11位であったクロアチアから参加したセヴェリナ・ヴチュコヴィッチに与えられることとなった。
2006年11月、ベーシストのマルコ・ペリッチ（Marko Perić）がグループを去った。2008年、グループは解散した。

## メンバー
- Marko Perić - (2003-2006) (bass guitar)
- Marko Prentić (vocal, solo guitar)
- Danijel Alibabić (vocal)
- Branko Nedović (keyboards)
- Dragoljub Purlija (drums)
- Bojan Jovović (keyboards, back vocal).

## シングル
- Za Tebe i Mene（スンチャネ・スカレ 2004 - 第2位）
- Budućnost（FKブドゥチノスト・ポドゴリツァ応援歌）
- Zauvijek moja（ユーロビジョン・ソング・コンテスト2005 - 第7位）
- Moja ljubavi（エウロピエスマ - 優勝）
- Kad Budemo Zajedno（Music Festival Budva 2006）
- Moja Mala（マケドニアの歌手ボヤナ Bojana との競演）
- Postelja od Leda（Music Festival Budva 2007 - 第2位）
- Kad Kažeš Ne（Radijski Festival 2007）